# La Moitié du ciel (film, 2001)
Pour les articles homonymes, voir La Moitié du ciel.
Pour plus de détails, voir Fiche technique et Distribution.
La Moitié du ciel est un film français réalisé par Alain Mazars, sorti en 2001.

## Fiche technique
- Titre : La Moitié du ciel
- Réalisation : Alain Mazars
- Scénario :  Alain Mazars et Caroline Sihol
- Photographie : Thomas Mauch, Pierre Dupouey
- Montage : Rodolfo Wedeles
- Son : Jean-Claude Brisson, Gérard Rousseau
- Musique : Olivier Hutman
- Production :  Jean-Louis Livi (Film Par Film) - ACC avec la participation de TPS cinéma, cofimages 10 et 11  - France 3 Cinéma
- Pays d'origine :  France
- Format : couleur – 35 mm — 1,85:1
- Genre : comédie dramatique.
- Durée : 97 minutes
- Date de sortie :   
  -  France - 28 février 2001

## Distribution
- Caroline Sihol : Anne
- Bing Yin : Zhao
- Chen Shiang-chyi : Anyi
- Cheng Xiaoxing : Yen
- Jessica Mazars : Sophie

## Distinctions
- 2000 : Sélection officielle du Festival de Toronto